# والنات گروو (واشینگتن)
والنات گروو (به انگلیسی: Walnut Grove) یک منطقهٔ مسکونی در ایالات متحده آمریکا است که در شهرستان کلارک، واشینگتن واقع شده‌است. والنات گروو ۹٫۹ کیلومتر مربع مساحت و ۹٬۷۹۰ نفر جمعیت دارد و ۸۳ متر بالاتر از سطح دریا واقع شده‌است.